# Michael A. Hoffman
 (novembre 2019).
Pour les articles homonymes, voir Hoffman.
Michael Anthony Hoffman II, né le 2 janvier 1957 dans une famille d'un quartier populaire de l'est du Queens à New York, est un écrivain américain, spécialiste des théories du complot, en particulier antimaçonniques.

## Biographie
Il est un critique du Talmud qu'il a développé dans ses deux livres Judaism's Strange Gods et Judaism Discovered: A Study of the Anti-Biblical Religion of Racism, Self-Worship, Superstition and Deceit.

## Théories
Selon Hoffman et James Shelby Downard, dans leur livre King-Kill 33°, l'assassinat de John F. Kennedy révèle un symbolisme maçonnique. La chanson de Marilyn Manson King Kill 33° de l'album Holy Wood (In the Shadow of the Valley of Death) est une référence à cet essai.

## Écrits
- Masonic Assassination, (1978)
- They Were White and They Were Slaves: The Untold History of the Enslavement of Whites in Early America
- Secret Societies and Psychological Warfare
- Hoffman Contra the Khazars
- Hate Whitey - The Cinema of Defamation
- King-Kill 33: On the Occult Aspects of the Assassination of John F. Kennedy, avec James Shelby Downard
- Carnivals of Life and Death
- The Israeli Holocaust Against the Palestinians, avec Moshe Lieberman.
- The Role of the Merchants of Venom:The Trend Toward Shadow Play in the Resistance to Judaism and Zionism
- Witches and Rabbis: Legacy of the Reagan White House
- Blood on the Altar: The Secret History of the World's Most Dangerous Secret Society
- Bound Volume of The Hoffman Newsletters: 1987-1995
- Judaism's Strange Gods, (2000)
- Judaism Discovered: A Study of the Anti-Biblical Religion of Racism, Self-Worship, Superstition and Deceit, (2008).
- Judaic Communists: The Documentary Record
- Usury in Christendom: The Mortal Sin That Was and Now Is Not
- The Great Holocaust Trial

## Polémiques
Il propage des théories conspirationnistes et anti-juives, notamment sur YouTube.